# Mieczysław Łubiński
Mieczysław Łubiński (ur. 6 września 1921 w Warszawie, zm. 20 maja 2004) – polski inżynier, profesor nauk technicznych, rektor Politechniki Warszawskiej, specjalista budownictwa lądowego (w szczególności w dziedzinie oceny niezawodności oraz zmęczenia konstrukcji), poseł na Sejm PRL VIII kadencji.

## Życiorys

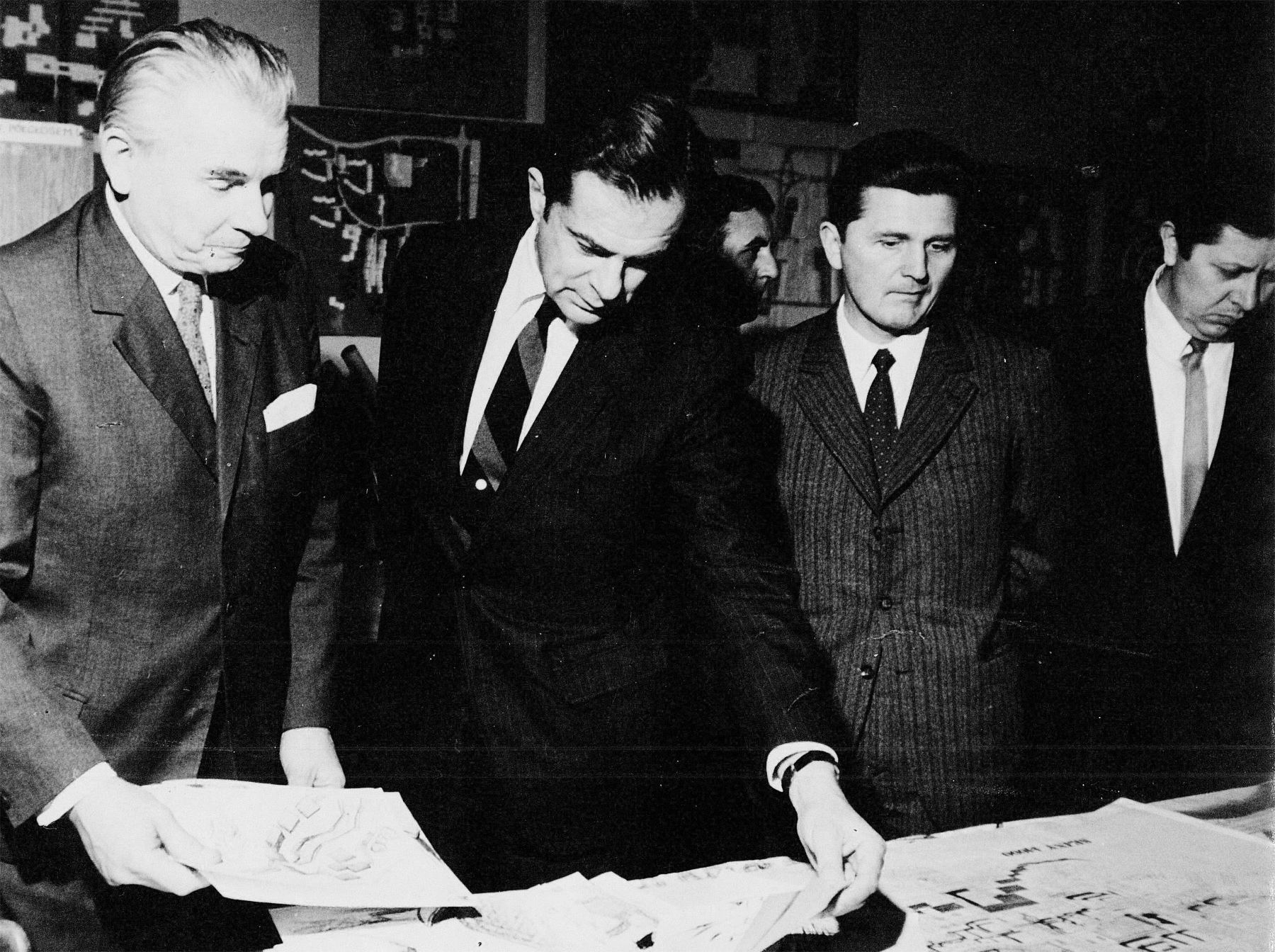
Od lewej: rektor Mieczysław Łubiński, Jan J. Więckowski (wiceprezes Girard Trust Foundation z Filadelfii, USA), płk Zdzisław Ciesiołkiewicz i inni, w kwietniu 1971 na rozmowach w Politechnice Warszawskiej.

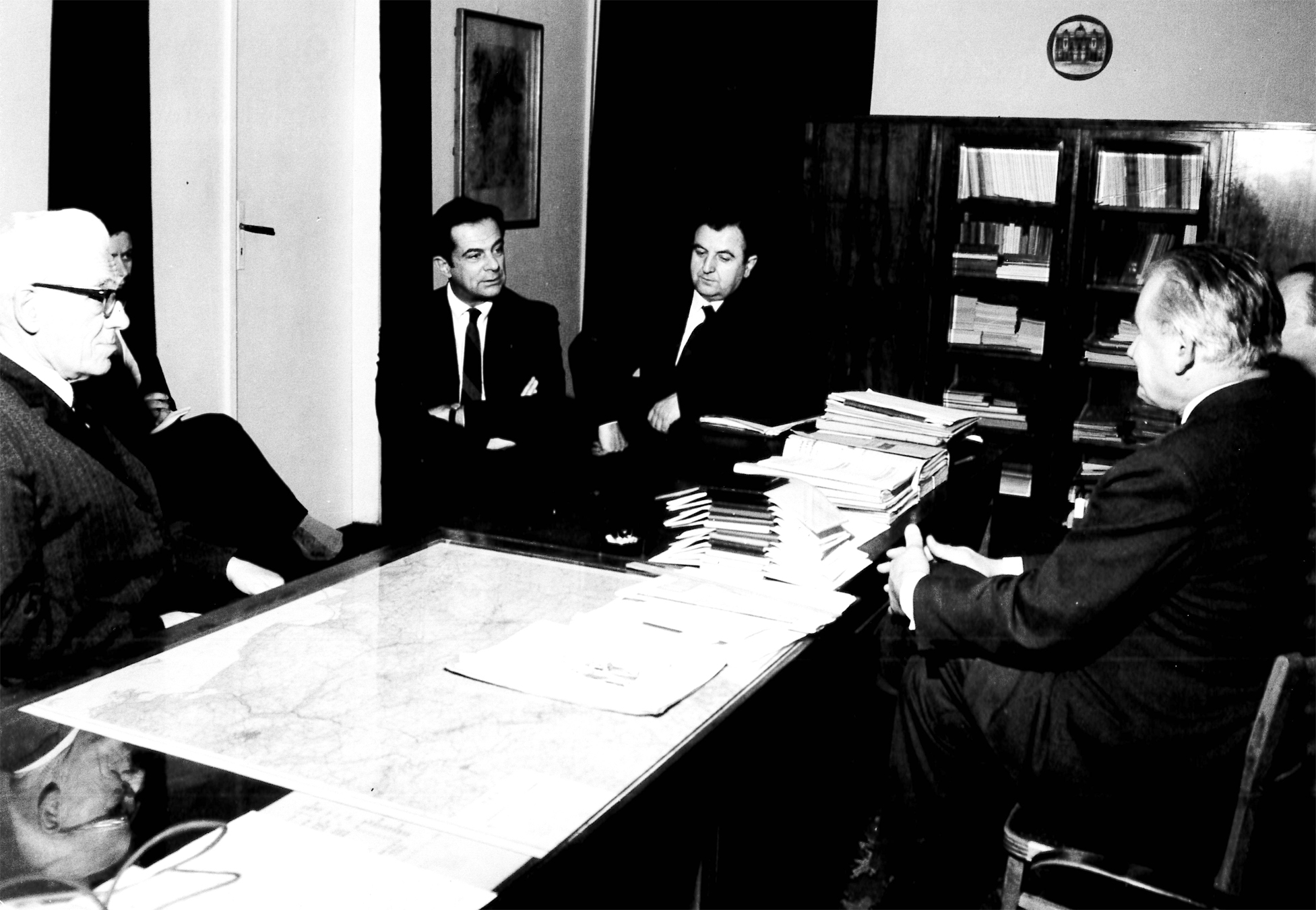
Od lewej: płk Janusz Podgórski, płk Zdzisław Ciesiołkiewicz, Jan J. Więckowski (wiceprezes Girard Trust Foundation z Filadelfii, USA), i inni, w kwietniu 1971 na rozmowach w Politechnice Warszawskiej z Rektorem Mieczysławem Łubińskim

Syn Jana oraz Franciszki z Kuleszów. W 1939 ukończył średnią szkołę kolejową, a w 1942 Państwową Szkołę Budownictwa II stopnia. Następnie rozpoczął studia w Państwowej Wyższej Szkole Technicznej, którą utworzono za zgodą władz okupacyjnych po zamknięciu Politechniki Warszawskiej. Po wojnie kontynuował studia na Wydziale Inżynierii, gdzie w 1946 uzyskał dyplom inżyniera budownictwa lądowego i magistra nauk technicznych. Pracę pt. Projekt 30-piętrowego budynku w konstrukcji stalowej z zastosowaniem i uzasadnieniem wykorzystania wiedzy z zakresu teorii plastyczności napisał pod kierunkiem prof. Eugeniusza Hildebrandta. Doktorat obronił w 1955, w 1962 uzyskał habilitację. w 1968 został mianowany profesorem nadzwyczajnym, w 1972 profesorem zwyczajnym. Od 1977 był członkiem korespondentem PAN, później członkiem rzeczywistym.
W 1949 związał się z PW jako asystent w Katedrze Mechaniki Technicznej na Wydziale Komunikacji pod kierownictwem prof. Eugeniusza Olszewskiego, od 1968 wieloletni profesor tej uczelni. W latach 1969–1970 był prorektorem, a w okresie 1970–1973 rektorem uczelni.
Od 1971 do 1973 sprawował stanowisko przewodniczącego Rady Techniczno-Ekonomicznej przy ministrze budownictwa, gospodarki przestrzennej i komunalnej.
W latach 1976–1993 został wiceprzewodniczącym Sekcji Konstrukcji Metalowych Komitetu Inżynierii Lądowej i Wodnej PAN.
Podjął współpracę z Wojskową Akademią Techniczną prowadząc badania w zakresie zmęczenia niskocyklowego konstrukcji stalowych.
Od 1976 do 1992 roku przewodniczył Sekcji Inżynierii Budownictwa i Materiałów Budowlanych Komitetu Nagród Państwowych. Podejmował współpracę z wieloma ośrodkami naukowymi za granicą. W 1971 został członkiem Council on Tall Buildings and Urban Habitat w Lehigh University w Stanach Zjednoczonych Ameryki Północnej. W latach 1973–1982 był wykładowcą oraz prowadził prace doktorskie w Nigerii na Ahmadu Bello University Zaria.
W latach 1979–1980 współpracował z University of Liverpool w zakresie wymiany wykładów  i prac naukowych.
W czasie kadencji rektorskiej doprowadził do poprawy sprawności nauczania oraz podniesienia poziomu prac naukowych, ponadto przyczynił się do jeszcze bliższej współpracy uczelni z przemysłem, czego dowodzi utworzenie filii wydziałów w zakładach przemysłowych, np. w Fabryce Samochodów Osobowych.
Pod jego kierunkiem w 1981 stopień naukowy doktora uzyskał Marian Giżejowski.
Projektował i nadzorował realizację m.in. odbudowy Warszawskiego Węzła Kolejowego PKP, rozbudowy Huty Bankowej, Zakładów Przemysłu Bawełnianego w Zambrowie i Fastach, obiektów siłowni wodnych Zespołu Myczkowice, Brzeg Dolny i Koronowo, Rurociągu Naftowego Przyjaźń. Wieloletni dyrektor Międzyresortowego Instytutu Przemysłu Budowlanego w Warszawie.
Działacz Polskiego Związku Inżynierów Techników Budownictwa (w latach 1968–1970 wiceprzewodniczący), laureat nagród resortowych; członek Prezydium Obywatelskiego Komitetu Odbudowy Zamku Królewskiego w Warszawie. Od 1970 do 1974 zasiadał w Komitecie Warszawskim Polskiej Zjednoczonej Partii Robotniczej. W latach 1974–1980 był zastępcą przewodniczącego Rady Narodowej miasta stołecznego Warszawy, a w latach 1980–1985 posłem na Sejm PRL.
Autor i współautor ponad 160 prac naukowych, m.in. Wymiarowanie konstrukcji stalowych. Nowe metody (1956), Lekkie konstrukcje stalowe (1961), Konstrukcje metalowe (1966).
Mieczysław Łubiński został pochowany na cmentarzu w Gołąbkach.

## Stanowiska
- 1951–1952: pracownik w Biurze Studiów i Projektów Typowych Budownictwa Przemysłowego w Warszawie
- Kierownik, naczelny inżynier, dyrektor Warszawskiego Biura Studiów i Projektów Siłowni Wodnych
- 1970–1973: rektor Politechniki Warszawskiej
- 1971–1973: przewodniczący Rady Techniczno-Ekonomicznej przy ministrze budownictwa, gospodarki przestrzennej i komunalnej
- 1971–1989: kierownik Zakładu Konstrukcji Metalowych w Instytucie Konstrukcji Budowlanych wydziału Inżynierii Lądowej
- 1976–1993: wiceprzewodniczący Sekcji Konstrukcji Metalowych Komitetu Inżynierii Lądowej i Wodnej PAN
- 1993–1995: przewodniczący Rady Redakcyjnej „Archiwum Inżynierii Lądowej”

## Członkostwa
- 1992–1995: członek Komitetu Redakcyjnego Serii Nauk Technicznych „Biuletynu PAN”
- Członek zwyczajny Towarzystwa Naukowego Warszawskiego; Wydział VI Nauk Technicznych
- Członek krajowy rzeczywisty  Polska Akademia Nauk; Wydziały PAN; Wydział IV – Nauk Technicznych

## Odznaczenia
- Krzyż Komandorski, Oficerski i Kawalerski Orderu Odrodzenia Polski
- Odznaka tytułu honorowego „Zasłużony Nauczyciel PRL”
- Medal Komisji Edukacji Narodowej
- Medal „Za zasługi dla obronności kraju” – Brązowy (1971), Srebrny (1973)
- Medal 30-lecia Polski Ludowej (1974)
- Krzyż Kampanii Wrześniowej 1939 nadany przez Ministerstwo Spraw Wojskowych w Londynie 15 sierpnia 1985[1]